# 313 Chaldaea
Chaldaea (asteroide 313) é um asteroide da cintura principal com um diâmetro de 96,34 quilómetros, a 1,949383 UA. Possui uma excentricidade de 0,1794471 e um período orbital de 1 337,46 dias (3,66 anos).
Chaldaea tem uma velocidade orbital média de 19,32401862 km/s e uma inclinação de 11,6459º.
Este asteroide foi descoberto em 30 de Agosto de 1891 por Johann Palisa.